# Републиканска спартакиада
Републиканската спартакиада са спортни игри, провеждани в България.

## История
Първата републиканска спартакиада е проведена по повод 10-годишнината от Октомврийската революция в България. Състезават се най-добрите отбори от всички окръзи в България по 8 вида спорт.
Втората републиканска спартакиада се провежда през 1963 г.
Третата републиканска спартакиада се провежда през 1965/1966 г. Над 100 000 души взимат участие в спортния фестивал. Раздадени са 7 майсторски радряда, 21 кандидат-майсторски разряда и 145 първи разряда на най-изявените спортисти.
Четвъртата републиканска спартакиада се провежда през 1974 г. Пет години по-късно се провежда и петата републиканска спартакиада.

## Трета републиканска спартакиада
| Отбор                | Брой точки |
| -------------------- | ---------- |
| Владислав – Варна    | 2307       |
| ЦСКА – Червено знаме | 2186       |
| Спарта – София       | 1572       |
| Левски – София       | 1409       |
| София – окръг        | 1324       |
| Славия – София       | 916        |
| Бургас               | 872        |
| Стара Загора         | 799        |
| Ботев – Пловдив      | 750        |
| Русе                 | 662        |
| Септември            | 644        |
| Пазарджик            | 576        |
| Локомотив – София    | 554        |
| Велико Търново       | 539        |
| Локомотив Пловдив    | 440        |
| Плевен               | 391        |
| Марица – Пловдив     | 385        |
| Видин                | 375        |
| Благоевград          | 342        |
| Перник               | 335        |